# Février 1802

## Événements

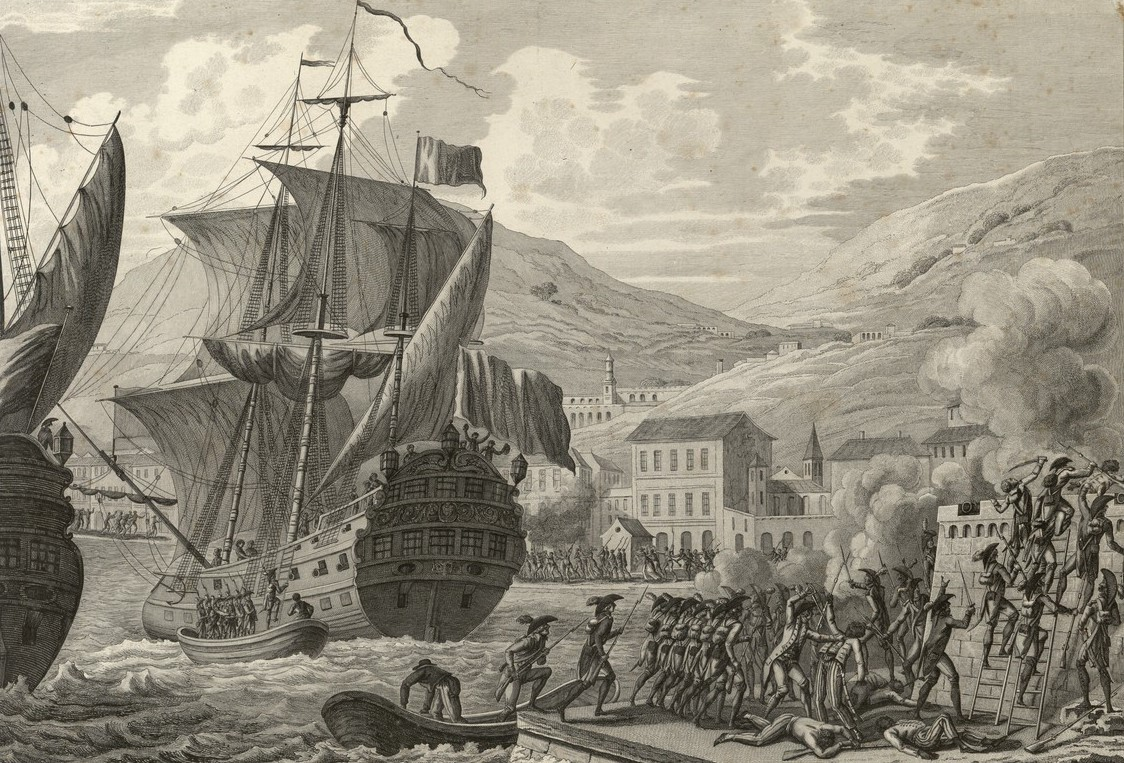
7 février : prise du Cap-Français par l'armée française. Leclerc écrase la rébellion haïtienne malgré la résistance acharnée des généraux noirs, et Toussaint Louverture se soumet le 6 mai.

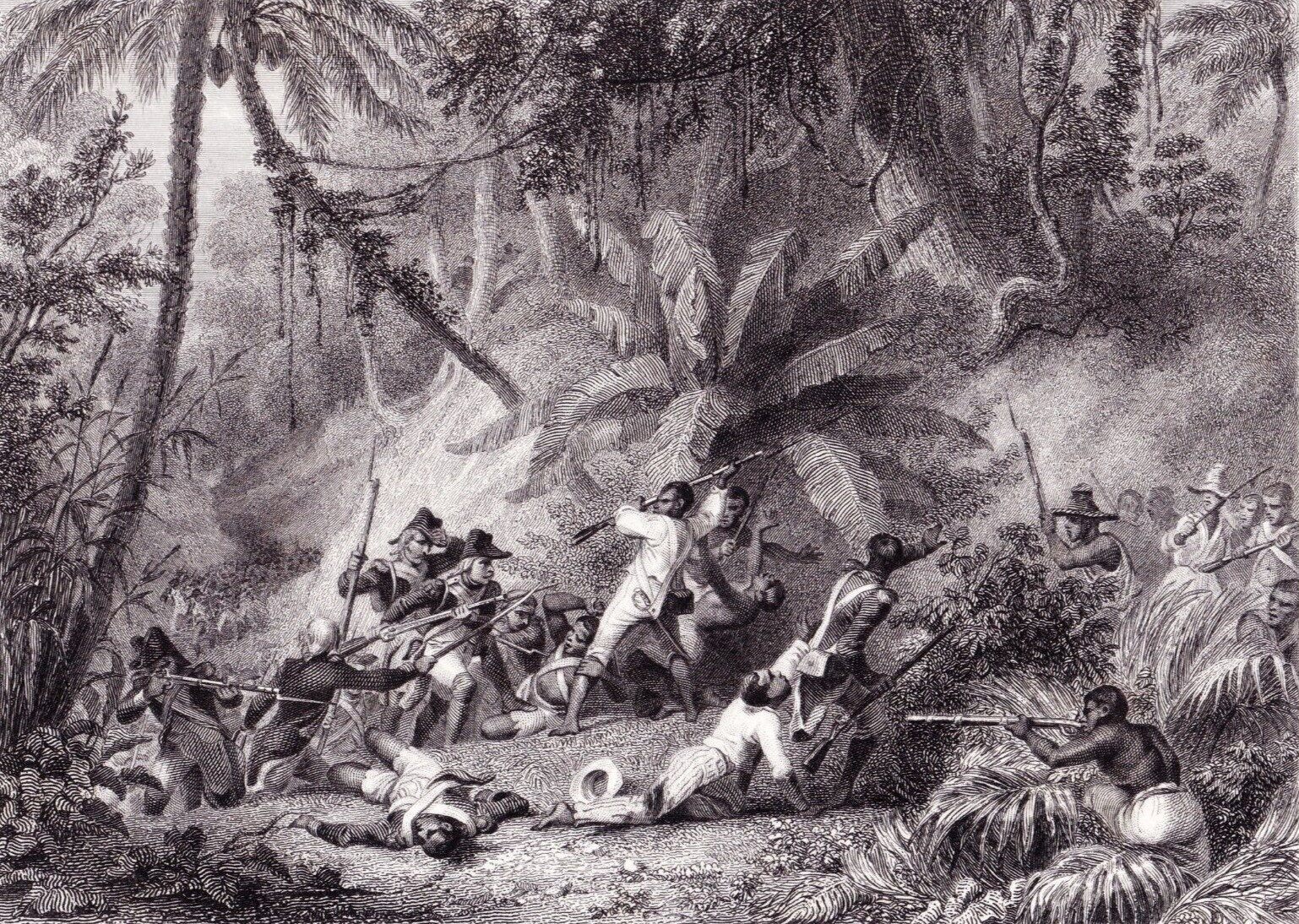
23 février : bataille de la Ravine à Couleuvres ; répression de la Révolution haïtienne.

- 2 février : le général Christophe incendie le Cap-Français[2]. Les forces françaises du général Leclerc entrent dans la ville le 7 février[1].

- 14 février : Maurepas incendie Port-de-Paix et évacué la ville[2]. Il se rallie à Leclerc à la fin du mois[3].

- 23 février : les troupes du général Rochambeau remportent la bataille de la Ravine à Couleuvres sur celles de Toussaint Louverture. Les Français occupent Les Gonaïves[3].

- 24 février : Dessalines incendie Saint-Marc[2].

## Naissances
- 2 février : Jean-Baptiste Boussingault (mort en 1887), chimiste et agronome français.
- 6 février : Charles Wheatstone (mort en 1875), physicien et inventeur anglais.
- 23 février : Luigi Cibrario, historien italien († 1er octobre 1870).
- 26 février :
  - Victor Hugo, romancier, dramaturge, poète et homme politique français († 22 mai 1885).
  - Remi Armand Coulvier-Gravier (mort en 1868), astronome français.

## Décès
- 3 février : le comte de Campomanes, président du Conseil de Castille (° 1er juillet 1723).